# Dieter Weckeiser
Dieter Weckeiser (ur. 15 lutego 1943 w Rodebach, dziś Czkałowo, zm. 19 lutego 1968 w Berlinie) – ofiara śmiertelna Muru Berlińskiego zastrzelona przez żołnierzy wojsk granicznych NRD podczas próby ucieczki do Berlina Zachodniego.

## Życiorys
Dieter Weckeiser przyszedł na świat w 1943 r. w leżącej na terenie dawnych Prus Wschodnich miejscowości Rodebach. Po śmierci poległego w tym samym roku podczas walk na froncie wschodnim ojca, ciężar opieki nad chłopcem przejęła wychowująca go samotnie matka, która w 1944 r. schroniła się wraz z nim w Elblągu. Uciekając rok później przed ofensywą Armii Czerwonej rodzina trafiła początkowo na tereny późniejszej sowieckiej strefy okupacyjnej, po czym podążyła ostatecznie w 1949 r. do RFN. Po kilkuletnim pobycie w ośrodkach dla uciekinierów, w 1954 r. osiedliła się ostatecznie w westfalskim Warendorf, gdzie Weckeiser uczęszczał do szkoły oraz wyuczył się zawodu tapicera. W marcu 1961 r. poznał przybyłą z NRD Renate G., która nieakceptowana zarówno przez matkę Weckeisera, jak i jej nowego męża stała się wkrótce przyczyną rodzinnych konfliktów, w związku z czym para podjęła w lipcu 1962 r. decyzję o wyjeździe do Berlina Zachodniego. Po bezowocnych próbach adaptacji w nowych warunkach zdecydowała niedługo potem o przesiedleniu do NRD, osiadając w Fürstenwalde, gdzie żyli również rodzice Renate. Zawarte w tym samym roku i doczekujące się trójki dzieci małżeństwo zakończyło się w 1966 r. rozwodem.

## Okoliczności śmierci
Już w listopadzie 1966 r. Weckeiser zawarł kolejny związek małżeński z 20-letnią Elke Möbis. Rok później spotkał się po raz pierwszy od momentu wyjazdu z Warendorf z matką, która – wobec braku możliwości legalnego przyjazdu do Fürstenwalde – widywała się z synem we wschodniej części Berlina korzystając codziennie z wydanej przez Berlin Zachodni jednodniowej wizy. W rozmowach z matką mężczyzna przyznał się do dyskryminacji o podłożu politycznym i wyjawił chęć powrotu do RFN. 18 lutego 1968 r. zdecydował się wraz z żoną na próbę ucieczki do Berlina Zachodniego wybierając jako miejsce tejże leżące naprzeciwko budynku Reichstagu nabrzeże Sprewy w okręgu Mitte. Odcinek tenże był jednak silnie strzeżony i posiadał szeroko rozbudowane umocnienia graniczne, dodatkowo uciekinierzy zmuszeni byli do przepłynięcia lodowatych wód rzeki wpław. Około godziny 23:00 para pokonała pierwszą z zapór zostając jednocześnie zauważoną przez pełniących służbę na pobliskiej wieżyczce żołnierzy wojsk granicznych. Nie oddając jakiegokolwiek strzału ostrzegawczego żołnierze otworzyli ogień w kierunku uciekających. Spośród 17 oddanych strzałów dwa trafiły Elke w klatkę piersiową i udo, sam Dieter Weckeiser otrzymał postrzał w głowę. Rannych zabrano do szpitala Krankenhaus der Volkspolizei, gdzie Elke Weckeiser zmarła jeszcze tego samego dnia, operowany doraźnie Dieter Weckeiser zmarł dzień później.
Okoliczności śmierci małżonków zostały umiejętnie zatuszowane przez bezpiekę. W rozmowach z pierwszą żoną Weckeisera Stasi poinformowało kobietę o śmiertelnym wypadku jej byłego męża w skradzionym samochodzie. Nagrodzona została postawa strzelających żołnierzy, którzy oprócz stosownych pochwał otrzymali także Medale za przykładną służbę graniczną. Po zjednoczeniu Niemiec śledztwo w sprawie wszczęła prokuratura państwowa wnosząc oskarżenie przeciwko sprawcy śmiertelnego postrzału, który na mocy wyroku sądowego skazany został na karę 21 miesięcy pozbawienia wolności w zawieszeniu, uniewinniono natomiast bezpośredniego przełożonego tegoż.